# قرارداد گندم ایالات متحده و اتحاد جماهیر شوروی ۱۹۷۳
در ژوئیه ۱۹۷۳، اتحاد جماهیر شوروی، غلات (که عمدتاً گندم و ذرت بود) را از ایالات متحده خرید؛ که باعث افزایش قیمت جهانی غلات شد. کمبود محصول در سال‌های ۱۹۷۱ و ۱۹۷۲ اتحاد جماهیر شوروی را مجبور کرد که به دنبال غلات در خارج از کشور باشد، به این امید که از قحطی یا بحران‌های دیگر جلوگیری کند. مذاکره کنندگان شوروی قراردادی برای خرید غلات به صورت اعتباری انجام دادند، اما به سرعت از حدود اعتبار خود فراتر رفتند. مذاکره کنندگان آمریکایی متوجه نبودند که شوروی و بازار جهانی غلات دچار کمبود شده‌است، بنابراین یارانه خرید را پرداخت کردند که به آن «سرقت بزرگ غلات» می‌گویند. این استراتژی نتیجه معکوس داشت و بحران را تشدید کرد: قیمت جهانی مواد غذایی حداقل ۳۰ درصد افزایش یافت و ذخایر غلات از بین رفت.